# خوان مانوئل لوباتو
خوان مانوئل لوباتو (انگلیسی: Juan Manuel Lobato؛ زادهٔ ۱۰ مهٔ ۱۹۸۸) بازیکن فوتبال اهل اسپانیا است.
از باشگاه‌هایی که در آن بازی کرده‌است می‌توان به باشگاه فوتبال مالاگا اشاره کرد.